# 스코틀랜드

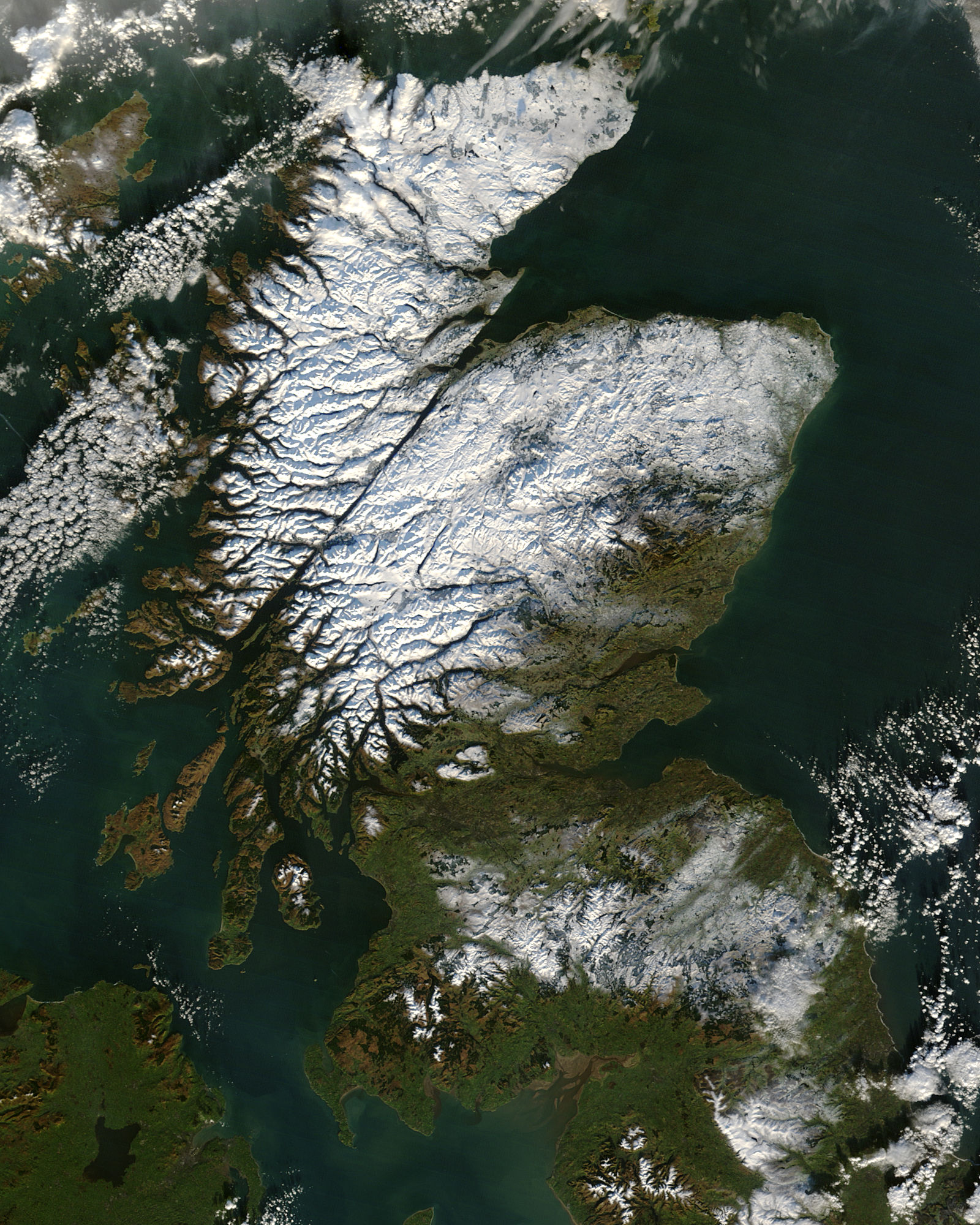

스코틀랜드(영어: Scotland, 스코트어: Scotland 스코틀란트, 스코틀랜드 게일어: Alba 알러퍼 IPA: [ˈal̪ˠapə])는 유럽의 북서쪽에 위치하며 영국을 이루는 네 구성국(스코틀랜드, 잉글랜드, 북아일랜드, 웨일스) 가운데 하나다. 그레이트브리튼섬의 북쪽 1/3을 차지하며 남쪽으로는 잉글랜드와 국경을 공유하고, 동쪽은 북해에 면해 있으며, 북쪽과 서쪽은 대서양에 면해 있다. 또한, 남서쪽은 노스해협과 아일랜드해와 마주한다. 본토 외에도 북아일랜드와 헤브리디스(Hebrides)를 포함하여 790개 이상의 섬으로 이루어져 있다.
스코틀랜드는 영국 연방의 구성국 중 하나다. 스코틀랜드와 잉글랜드는 1707년 연합법을 통해 합병할 당시 서로의 자치권을 보장하며 합병하였다. 교육 제도를 비롯하여 많은 행정적인 면에서 스코틀랜드와 잉글랜드는 분명히 분리되 있다. 또한 국교도 잉글랜드는 성공회, 스코틀랜드는 장로회로 이 둘은 엄연히 다르다. 자체적인 의회와 행정부, 국화(엉겅퀴)와 비공식적인 국가(플라워 어브 스코틀랜드)가 있으며, 잉글랜드와 대등한 관계에서 영국 연방을 구성하고 있다.
스코틀랜드의 수도는 에든버러이며, 영국 내에서 두 번째, 유럽에서 여섯 번째로 큰 금융도시이다. 또한 스코틀랜드 내 문화 중심지이며, 18세기 스코틀랜드를 유럽의 상업, 지식, 산업의 중심지로 만든 스코틀랜드 계몽주의가 일어난 곳이기도 하다.
글래스고는 스코틀랜드의 가장 큰 도시이자, 영국 내에서 세 번째로 큰 대도시이며, 대영제국 시대에는 유럽에서 네 번째로 큰 대도시이자 세계에서 가장 큰 산업도시 중 하나였다. 오늘날에는 스코틀랜드인 가운데 41%가 거주하는 글래스고 광역권의 중심지 역할을 하고 있다.
스코틀랜드는 북대서양과 북해에 면해 있으며, 2020년 1월 31일  영국이 브렉시트를 단행하기 전 유럽연합에서 가장 많은 석유가 매장되어 있는 곳이다. 특히 석유 채굴은 스코틀랜드 제 3의 도시이자 유럽의 석유 수도라 불리는 애버딘에서 활발하게 이루어지고 있다.
스코틀랜드 왕국은 1706년 12월 31일까지는 독립 왕국이었으나 1707년 연합법으로 잉글랜드 왕국과 연합왕국을 이루어 그레이트브리튼 왕국이 되었다.

## 어원
스코틀랜드라는 이름은 이 땅을 통일했던 스코트인(Scots)의 이름에서 비롯되었다.

## 주민
잉글랜드 주민이 앵글로색슨족이지만, 스코틀랜드 주민은 아일랜드나 프랑스 북부 브르타뉴, 스페인 서부 갈리시아와 같은 켈트족이므로 잉글랜드와 문화가 다르며, 국민성도 다르다. 언어는 원래 영어와 다른 스코틀랜드 게일어, 그리고 스코트어를 사용하였으나 영어의 영향과 스코틀랜드 문화에 대한 잉글랜드의 탄압으로 사용 인구가 줄었다. 스코트어는 영어와 계통이 같은 게르만어파로서 중세영어의 모습을 많이 보존하고 있다. 스코틀랜드 사람들의 영어도 스코트어가 혼합되어 있는데, 발음도 잉글랜드 발음과 많이 다르다. 예를 들어 잉글랜드 사람들은 모음 다음에 나오는 알(R)을 발음하지 않는 반면 스코틀랜드 사람들은 미국이나 캐나다 사람들처럼 알(R)을 분명히 발음한다. 스코틀랜드 게일어는 게르만어파와 전혀 다른 켈트어파에 속하는 켈트족의 순수한 언어로서 현재 사용인구가 1000여명밖에 남아있지 않아 사멸위기에 놓여있다. 2005년에 공용어로 지정되었다.

## 역사
- 5세기 얼스터에서 스코트족이 아가일에 상륙한 것이 첫 이주의 시작이었다.
- 1603년, 스튜어트 왕가의 제임스 6세가 잉글랜드의 제임스 1세가 되어 잉글랜드와 같은 왕을 모시는 나라(同君聯合)가 됨.
- 1688년, 명예혁명으로 제임스 2세 축출
- 1689년, 1차 재커바이트의 반란 일어남(킬리크랭키 전투)
- 1692년, 글렌코의 대학살
- 1707년, 연합법(Act of Union)에 의거 잉글랜드와 그레이트브리튼 왕국을 구성.
- 1715년, 제임스 2세의 아들 제임스 3세를 앞세워 대규모 재커바이트의 반란이 일어남
- 1745년, 제임스 2세의 손자 찰스 에드워드 스튜어트를 앞세워 마지막 재커바이트의 반란이 일어남
- 1999년, 292년 만에 스코틀랜드 의회 부활.
- 2014년 9월 18일 분리독립에 대한 주민투표 부결.

## 정치

### 영국 의회 및 정부
2005년 총선거 이전까지 스코틀랜드에는 영국 의회의 하원 의석 가운데 72석이 할당되어 있었다. 이것은 연합왕국을 구성하는 다른 지역에 비해 의석이 과다 할당된 것이었다. 1998년 스코틀랜드법의 81조를 통해 스코틀랜드의 선거구를 잉글랜드와 균등하게 조정하였다. 그 결과 스코틀랜드에 할당된 의석을 57석으로 줄이는 스코틀랜드 선거구 조정 위원회의 권고가 2005년 총선거에서부터 적용되었다. 이러한 의석수 삭감을 위해 영국 의회에서는 1998년 스코틀랜드법에 대한 수정안이 2004년 스코틀랜드 선거구법으로 통과되었다. 과도할당된 의석을 바탕으로 스코틀랜드는 영국 하원 내에서의 큰 발언권을 갖고 있었으나, 스코틀랜드 의회가 부활되고 난 이후에는 그러한 발언권이 굳이 필요하지 않게 되었다는 점도 관련된다.
2010년 5월 기준으로, 스코틀랜드에 할당된 영국 의회(웨스터민스터 의회)의 하원 의석수는 59석이다. 2010년의 총선거에서 각 정당이 획득한 의석수는 다음과 같다.
- 노동당 - 41의석
- 자유민주당 - 11의석
- 스코틀랜드 국민당 - 6의석
- 보수당 - 1의석

영국 정부 내에서는 1885년 이래로 스코틀랜드 국무장관이 스코틀랜드를 대표해 오고 있다. 그러나 스코틀랜드 자치가 시행된 이후 그 존재의 의미가 희박해진 것으로 받아들여지고 있다. 현직 장관은 니콜라 스터전이며, 스코틀랜드 자치와 관련한 사안에 대한 중앙부처들과의 조정을 주업무로 하는 스코틀랜드청을 이끌고 있다.

### 스코틀랜드 의회 및 정부
1707년 연합법 시행으로 스코틀랜드 의회는 잉글랜드 의회와 통합되어 사실상 폐지 상태였으나, 1998년 스코틀랜드법의 시행으로 1999년에 다시 부활하였다. 새로운 스코틀랜드 의회는 일정범위 안에서 소득세율 변경을 할 수 있고, 복지정책이나 수렵 규제에 관해서 영국 내의 다른 지역과 다른 법령을 제정할 수 있는 권한이 주어졌고 실제로 이를 행사하였다. 마약억제 및 이민규제 등 전국적으로 관리되어야할 필요가 있는 사안에 대해서는 계속해서 웨스터민스터에 있는 영국 의회에서 주도적으로 권한을 행사한다.
영국 정계가 보수당(보수주의)과 노동당(진보주의)의 대립 구도인 반면, 스코틀랜드 정계는 스코틀랜드 국민당(민족주의)과 노동당(진보주의)의 대립 구도이다. 스코틀랜드 국민당은 스코틀랜드의 완전한 분리독립(연합왕국으로부터의 탈퇴와 독립국으로의 분리)을 추구하는 민족주의 정당이다. 2011년 5월 스코틀랜드 의회 선거에서 완전한 분리독립을 주장하는 스코틀랜드 국민당이 단독과반수를 차지하였다. 현재 스코틀랜드 총리는 스코틀랜드 국민당 대표인 앨릭스 새먼드이다. 스코틀랜드 국민당은 2014년 분리독립을 위한 주민투표를 진행하였으나 부결되었다.
2011년 5월 6일에 실시된 스코틀랜드 의회 선거 결과는 다음과 같다.(총 129석)
- 스코틀랜드 국민당 - 69석(+23). 단독과반수 집권.
- 노동당 - 37석(-7)
- 보수당 - 15석(-5)
- 자유민주당 - 5석(-12)
- 기타 정당 - 3석

2007년 5월 3일에 실시된 스코틀랜드 의회 선거 결과는 다음과 같다.
- 스코틀랜드 국민당 - 47석(+20), 승리.
- 노동당 - 46석(-4)
- 보수당 - 17석(-1)
- 자유민주당 - 16석(-1)
- 스코틀랜드 녹색당 - 2석(-5)

2003년에 실시된 스코틀랜드 의회 선거에서 각 정당의 의석수는 다음과 같다.
- 노동당 - 50석
- 스코틀랜드 국민당 - 27석
- 보수당 - 18석
- 자유민주당 - 17석
- 스코틀랜드 녹색당 - 7석
- 스코틀랜드 사회당 - 6석
- 기타정당 - 4석

### 군주 호칭 문제
1952년에 엘리자베스 여왕이 연합왕국의 국왕으로 즉위하였을 때, 그 호칭을 "엘리자베스 2세 여왕"(Queen Elizabeth II)으로 하는 것을 둘러싼 문제가 발생했다. 문제는 잉글랜드에서는 과거에 같은 이름의 국왕인 엘리자베스 1세가 존재했으나, 스코틀랜드에서는 과거에 같은 이름의 국왕이 없었던 까닭에 잉글랜드를 기준으로 한다면 새 국왕의 호칭은 "엘리자베스 2세 여왕"이 맞지만 스코틀랜드를 기준으로 한다면 "엘리자베스(1세) 여왕"(Queen Elizabeth)이 되어야 한다는 것이었다.
이에 스코틀랜드의 민족주의 정당인 스코틀랜드 국민당의 지도적 인물이었던 존 매코믹은 새로운 국왕을 스코틀랜드에서 "엘리자베스 2세 여왕"으로 불리는 것은 1707년의 연합법에 위배되는 행위라며 소송을 일으켰다. 그러나 소송 결과는 매코믹의 패소였다. 왜냐하면 왕의 이름을 결정하는 것은 국왕의 특권에 속하는 것으로 간주하여 매코믹에게는 소송을 걸 권리가 인정되지 않는다는 것이었다. 이에 새 국왕은 잉글랜드와 스코틀랜드 어느 곳에서도 "엘리자베스 2세 여왕"으로 불리게 되었다.
동일한 시기에 스코틀랜드 지역에서 군주 호칭과 관련된 불만을 품은 누군가에 의해 우체통이 파괴되거나 우체통에 각인 되어 있던 엘리자베스 2세의 이름 중 2(로마숫자 II)에 해당되는 부분만 도려내어지는 사건이 발생 했는데, 이 사건을 'Pillar Box War'라 부른다. 원래 영국의 우체통에는 통치자의 인장(Royal cypher)과 함께 이름이 각인하는 것이 관례였으나, 이 사건 때문에 엘리자베스 2세 즉위 후 스코틀랜드에 설치된 우체통에는 왕관만 그려져 있을 뿐 왕의 이름은 쓰여 있지 않다.
엘리자베스 2세는 훗날 또다시 발생할 수 있을 이 문제를 공평하게 해결하기 위한 새로운 기준을 제안했다. 스코틀랜드 기준과 잉글랜드 기준으로 호칭의 "~세" 부분이 달라질 경우, 숫자가 큰 쪽을 채용하는 것이다. 예를 들어 장차 제임스라는 이름의 왕이 즉위할 경우엔 잉글랜드 기준으로는 "제임스 3세"가 되지만, 스코틀랜드 기준으로는 "제임스 8세"가 되므로 더 큰 숫자인 "제임스 8세"를 채택하는 것이다. 다만 실제로 이와 같은 경우가 발생하더라도 이 기준을 새로운 국왕 제임스가 승낙할지가 문제다. 법원의 판정에서처럼 왕의 이름을 어떻게 칭하는가는 국왕대권에 속하는 것이므로 "제임스 3세"와 "제임스 8세" 중 어느 쪽을 택할지는 가상의 "제임스 국왕"의 선택이기 때문이다.
이 새로운 기준은 과거로 소급하여 적용하기도 용이하다. 1707년 이후 이처럼 호칭상의 문제가 생겼던 영국 국왕은 4명이 있었지만 이 신기준의 적용을 받아도 4명의 호칭은 잉글랜드 기준과 달라지지 않아 변경할 필요가 없기 때문이다.

## 독립 문제
1999년 스코틀랜드 의회가 부활하면서, 스코틀랜드는 외교권과 국방권을 제외한 거의 대부분의 국정 운영 권한을 영국 중앙정부로부터 이양받은 자치정부를 갖게 되었다. 2007년 스코틀랜드 의회 총선에서 승리하고 2011년 총선에서 단독으로 과반 의석을 차지한 스코틀랜드 국민당(SNP)은 당론으로 영국에서 스코틀랜드가 분리 독립하는 것을 추진해 왔다. 2013년 5월 스코틀랜드 자치정부와 영국정부는 배넉번 전투 700주년이 되는 2014년 9월 18일에 스코틀랜드의 독립 찬반을 묻는 국민 투표를 실시하기로 합의하였다. 당초 독립 반대가 우세할 것으로 예측되었으나, 투표일이 가까워 오자 여론조사 결과에서 독립 찬성이 반대를 앞지르기도 하는 등 혼전양상으로 전개되어 갔다. 그러나 최종적으로는 독립 반대가 55.3%로 찬성 44.7%를 앞질러 독립안은 부결되었다.

## 지리
북서쪽 고원 지대는 하일랜드(Highland), 남동쪽 평야 지대는 로랜드(Lowland)라고 하며, 곳곳에 호수(loch), 협곡(glen)과 권곡(corrie) 같은 빙하 지형이 존재한다. 대표적인 호수로는 로몬드 호수(Loch Lomond, Loch는 스코트어로 호수), 네스 호수(Loch Ness), 테이 호수(Loch Tay) 등이 있다. 하일랜드 동부를 지나는 산맥으로 그램피언 산맥이 있다. 스코틀랜드의 북쪽에는 부속 도서들이 많이 있다. 북서쪽의 여러 섬들을 헤브리데스(Hebrides) 제도라고 하는데, 바깥쪽을 아우터 헤브리데스 제도, 안쪽을 이너 헤브레데스 제도라 하여 따로 구분하기도 한다. 헤브리데스 제도는 스카이(Skye) 섬, 타이리(Tiree) 섬, 에리스케이(Eriskay) 섬 등으로 이루어져 있다. 북쪽에는 오크니 제도가 있고, 더 북쪽으로 올라가면 셰틀랜드 제도가 있다. 강으로는 돈 강, 디 강, 네스 강(네스 호에서 흘러나옴), 테이 강(테이 호에서 흘러나옴), 클라이드 강(글래스고를 관통함), 애프턴 강 등이 있다.

## 기후
위도는 북위 54~60도 정도이다. 북쪽의 셰틀랜드 제도는 거의 북극권 가까이까지 올라가 있다. 그러나 남쪽에서 올라오는 난류인 멕시코 해류의 영향으로 겨울에도 따뜻하고, 여름에는 시원한 서안 해양성 기후가 나타난다.

## 경제
북해 유전에서 생산되는 석유가 애버딘을 중심으로 유통 및 수출되고 있으며, 석유를 이용한 중화학 공업이 발달했다. 농업으로는 밀과 보리를 많이 생산되며, 이를 이용한 위스키 양조 산업 또한 유명하다. 그리고 넓은 연근해 어장을 바탕으로 어업도 발달해 있다. 글래스고를 중심으로 조선업이 발달되었으나 최근 들어 몰락하였다. 하일랜드 고원의 초지에서는 양을 방목하며, 이 양들로부터 깎은 털로 만든 모직물 공업도 중요한 산업이다.

## 인구
스코틀랜드는 2019년 추정 인구 약 5,463,000명의 인구가 살고 있으며 인구 밀도는 매우 낮다. 그것은 국토의 대부분이 산이나 언덕으로 되어 있고 평야가 적기 때문이다. 가장 큰 도시는 글래스고(인구 58만)이며, 수도인 에든버러(47만), 석유 생산의 중심지인 애버딘과 항구 도시인 던디가 그 뒤를 따른다. 큰 도시들은 주로 롤랜드에 분포하고, 하일랜드 지역에는 애버딘을 제외하면 큰 도시가 없다.

## 종교

### 장로교
스코틀랜드는 메리 스튜어트 여왕 당시 활동한 존 녹스(John Knox)의 종교개혁으로 로마 가톨릭교회에서 장로교(Presbyterious Church)가 분리되어 탄생했으며, 현재도 장로교가 스코틀랜드의 국교는 아니지만, 국민 교회의 역할을 수행하고 있다. 칼뱅주의 노선을 표방한 스코틀랜드 장로교회는 스코틀랜드의 경제 발전에 큰 영향을 주었다. 이는 칼뱅주의가 내세우는 직업 소명설 곧 직업을 하나님/하느님의 부르심으로 이해하는 칼뱅주의의 직업론 때문이다.
스코틀랜드의 장로교에는 크게 두 가지가 있는데, 하나는 스코틀랜드 국민 교회인 '스코틀랜드 교회(Church of Scotland)' 이고, 다른 하나는 국민 교회는 아니지만 존 녹스의 종교개혁 전통을 따르는 자유 교회이다. 하지만 장로교가 절대우세는 아니며 스코틀랜드 성공회(Scottish Episcopal Church, 성공회를 가리키는 영어단어는 크게 Anglican, Eposcopal이 있다. Anglican Church는 성공회가 잉글랜드 종교개혁으로 형성된 교회임을, 주교를 뜻하는 신약성서의 말인 Episcopus에서 유래한 Episcopal Church는 주교제 전통을 강조한 표현이다.), 로마 가톨릭교회, 감리교회, 오순절교회 등도 존재한다. 2001년 통계에 따르면 스코틀랜드인의 42.4%가 스코틀랜드 교회를 다니고(장로교 소수교단을 제외하고), 15.9%가 로마 가톨릭을 믿으며, 6.8%가 다른 기독교의 교파를 믿는 것으로 나타났다.

## 교육
스코틀랜드 사람들은 교육을 강조하고 교육열도 높으나, 잉글랜드나 미국, 일본이나 대한민국처럼 학벌을 중요시하지는 않는다. 잉글랜드의 경우 옥스퍼드 대학과 케임브리지 대학이 다른 대학에 비해 압도적인 우위를 차지하고 있다. 그러나 스코틀랜드는 다른 대학보다 더 좋은 평가를 받는 대학은 있지만, 잉글랜드만큼 대학이 서열화되어 있지는 않다. 잉글랜드와 스코틀랜드의 교육은 서로 자치를 하고 있다. 잉글랜드에서는 고등학교를 졸업하면 대학 예비 과정인 A레벨 과정을 2년간 거쳐 3년제 대학에 진학하는 반면, 스코틀랜드에서는 A레벨 과정에 해당되는 SCE 과정을 1년간 거쳐 4년제 대학에 진학한다. 따라서 옥스퍼드나 케임브리지를 포함한 잉글랜드 대학들이 모두 3년제인 반면 세인트앤드루스나 글래스고를 포함한 스코틀랜드 대학들은 모두 4년제로 되어 있다. 주요 대학으로는 다음과 같은 학교들이 있다.
- 세인트 앤드류스 대학교 - 스코틀랜드에서 가장 오래된 대학교
- 에든버러 대학교
- 글래스고 대학교
- 애버딘 대학교
- 던디 대학교
- 스털링 대학교
- 글래스고 칼레도니언 대학교
- 스트라스클라이드 대학교

## 스포츠
스코틀랜드에서 가장 인기가 높은 스포츠는 축구이다. 스코틀랜드는 잉글랜드의 축구 리그와 별개의 리그를 가지고 있으며, FIFA 월드컵, 럭비 월드컵, 럭비 리그월드컵, 크리켓 월드컵, 코먼웰스 게임 등의 대회에서 잉글랜드와는 별개의 팀으로 출전한다. 그러나 올림픽에서는 잉글랜드를 포함한 다른 지역들과 함께 "그레이트 브리튼 북아일랜드 연합 왕국" 팀으로 출전한다. 럭비 또한 인기가 높다. 1990년 3월에 스코틀랜드 럭비 대표팀은 스코틀랜드, 잉글랜드, 웨일스, 아일랜드, 프랑스 대표팀이 참가하는 5개국 대회(현재는 이탈리아까지 6개국으로 증가) 결승전에서 잉글랜드 대표팀을 13-7로 누르고 그랜드 슬램을 차지했다. (현재 사실상 국가인 스코틀랜드의 꽃은 이 경기에서 처음 국가로 불렸다.)

## 국가 상징
- 국기-성 안드레아의 기(파란 바탕에 흰 X형 십자가)

스코틀랜드의 수호 성인은 사도 안드레아이다. 안드레아가 X자형 십자가에 매달려 순교했다는 전설에 따라 X자형 십자가를 안드레아 십자가라고 하는데, 이 십자가가 들어간 깃발이다.
- 국화-엉겅퀴

스코틀랜드가 덴마크의 침공을 받았을 때, 덴마크 간첩이 밤에 성 앞에 접근한 적이 있었다. 그런데 엉겅퀴의 가시에 찔려 지르는 비명 소리를 듣고 농성하던 사람들이 모두 뛰쳐나와 덴마크군을 물리쳤다는 이야기에서 비롯되었다. 대한민국의 엉겅퀴와는 속명은 같으나 종명이 다르다.
- 국가-'스코틀랜드의 꽃'(Flower of Scotland)

아직 공식 국가는 아니지만, 사실상 국가의 기능을 하고 있다. 1960년대에 2인조 포크 그룹인 더 코리스의 로이 윌리엄슨이 작사 및 작곡한 곡으로, 1314년에 잉글랜드의 침공을 물리친 배넉번 전투의 승리와 잉글랜드로부터의 광복에 대한 희망을 다룬 대중 가요였는데, 1990년에 럭비 대표팀이 국가로 채택한 이후 사실상 국가로 불리고 있다. 예전에 국가로 불리던 곡에는 용감한 스코틀랜드(스코틀랜드 더 브레이브, Scotland the Brave), 스코츠 워 헤이(Scots Wha Hae) 등이 있다.
- 국장-노란 바탕에 붉은 사자

## 주요 도시
- 에든버러(Edinburgh, 수도)
- 글래스고(Glasgow, 최대 도시)
- 인버네스(Inverness)
- 애버딘(Aberdeen)
- 던디(Dundee)
- 스털링(Stirling)

## 같이 보기
- 스코틀랜드 의회
- 스코틀랜드 정부
- 스코틀랜드 국민당
- 스코틀랜드 프리미어리그
- 스코틀랜드 지방행정구획
- 스코틀랜드 분리독립운동
- 스코틀랜드계 미국인
- 스코트족
- 픽트족
- 다리엔 계획(영어판)
- 유자차제국